# Хун Шен
Хун Шен (*洪昇, 1645 —7 липня 1704) — китайський драматург та поет часів династії Цін.

## Життєпис
Походив зі знатної, але збіднілої родини. Народився у м. Цяньтан (сучасне м.Ханчжоу). Його батько був чиновником середньої ланки. Здобув клачину освіту.
У 1668 році перебирається до Пекіна, де вступає до імператорського коледжу. Тут готується до іспитів на здобуття освітнього ступеня. Водночас починає складати перші вірші. Згодом захоплюється театром та оперою. Проте не зміг скласти імператорський іспит, тож займав невисокі посади.
У 1689 році під час боротьби південної та північної партії при імператорському дворі Хун Шена було відправлено у відставку. Тому більшу увагу зосередив на літературній діяльності. У 1691 році повертається до рідного міста. Втім згодом переїздить до м. Усін (провінція Чжецзян). Тут під час катання човном упав у річку та потонув.

## Творчість
Був автором 3 збірок віршів, найвідомішою з них є «Роздуми Хун Фана».
Став одним з найвідоміших драматургів XVII ст. Складав твори у жанрі чуаньци. Звертався до зображення реальних історичних персонажів, заперечуючи в передмові до своєї драми «Палац довголіття» («Чаншендянь») проти вигаданих героїв.
З 10 п'єс Хун Шена збереглися лише дві: «Палац довголіття» і «Чотири красуні» («Сичаньцзюань», фактично чотири одноактні п'єси про любов). Драма Хун Шена «Палац довголіття» відразу ж здобула популярність. Була показана в палаці і отримала схвалення самого імператора Сюаньє. Але незабаром у 1689 році п'єса була заборонена, а постановники і автор суворо покарані.
Процес творчості для Хун Шена був багато в чому пов'язаний із середньовічними художніми традиціями, що характеризуються вільним запозиченням сюжетів, віршів і образів з попередньої літератури. Для нього традиційне даоської-буддійське забарвлення сюжету.